# Oh! You Pretty Things
Oh! You Pretty Things är en låt av David Bowie på hans album Hunky Dory utgiven den 17 december 1971. Låten inleds med piano av Rick Wakeman och Bowie's sång ända tills refrängen vilket kan jämföras med The Beatles Martha My Dear. Låten släpptes först med Herman's Hermits i mitten av 1971 där Bowie spelar piano.